# John Fassel
John Fassel (Anaheim, 10 gennaio 1974) è un allenatore di football americano statunitense per i Dallas Cowboys della National Football League.

## Carriera da giocatore

### Indianapolis Colts
Al college, Fassel giocò a football alla Weber State University. Non fu scelto nel Draft NFL 1999 ma firmò come free agent con la squadra di allenamento degli Indianapolis Colts, senza disputare mai alcuna partita.

## Carriera da allenatore
Nel 2004, Fassel iniziò la sua carriera da allenatore nella NFL con i Baltimore Ravens come assistente del capo allenatore. Nel 2007 passò agli Oakland Raiders come assistente del coordinatore degli special team. Il 15 gennaio 2009 venne promosso come coordinatore degli special team.
Il 10 aprile, Fassel 2012 firmò con i St. Louis Rams con lo stesso incarico. Il 12 dicembre 2016, a seguito del licenziamento di Jeff Fisher, assunse l'incarico di capo-allenatore ad interim per le ultime tre gare della stagione, per poi tornare ad allenaro lo Special Team dei Rams nella stagione successiva sotto la guida del neo allenatore Sean McVay.